# Comuna Kohanivka, Zbaraj
Kohanivka (în ucraineană Коханівка) este o comună în raionul Zbaraj, regiunea Ternopil, Ucraina, formată din satele Dibrova, Hnîdava și Kohanivka (reședința).

## Demografie
Componența lingvistică a comunei Kohanivka
     Ucraineană (98,13%)
     Rusă (1,87%)
Conform recensământului din 2001, majoritatea populației comunei Kohanivka era vorbitoare de ucraineană (98,13%), existând în minoritate și vorbitori de rusă (1,87%).